# Angéla Németh
Angéla Németh (poročena Ránky), madžarska atletinja, * 18. februar 1946, Budimpešta, † 5. avgust 2014, Budimpešta.
Nastopila je na poletnih olimpijskih igrah v letih 1968 in 1972, leta 1968 je osvojila naslov olimpijske prvakinje v metu kopja. Na evropskih prvenstvih je leta 1969 osvojila naslov prvakinje. 